# Parijs-Roubaix 1905
De 10e editie van de wielerwedstrijd Parijs-Roubaix werd gereden op 23 april 1905. De wedstrijd was 268 km lang. Van al de deelnemers wisten er 26 de eindstreep te halen. De wedstrijd werd gewonnen door Louis Trousselier.

## Uitslag
| Plaats  | Naam                  | Tijd      |
| ------- | --------------------- | --------- |
| Winnaar | Louis Trousselier     | 8u04’15”  |
| 2       | René Pottier          | +7’00”    |
| 3       | Henri Cornet          | +16’00”   |
| 4       | Hippolyte Aucouturier | +23’00”   |
| 5       | Edouard Wattelier     | +48’00”   |
| 6       | Claude Chapperon      | +57’00”   |
| 7       | Aloïs Catteau         | +1’06’00” |
| 8       | Paul Chauvet          | +1’12’00” |
| 9       | Lazare Brault         | +1’20’00” |
| 10      | Louis Colsaet         | +1’20’01” |

1896 · 
1897 · 
1898 · 
1899 · 
1900 · 
1901 · 
1902 · 
1903 · 
1904 · 
1905 · 
1906 · 
1907 · 
1908 · 
1909 · 
1910 · 
1911 · 
1912 · 
1913 · 
1914 · 
1915 · 
1916 · 
1917 · 
1918 · 
1919 · 
1920 · 
1921 · 
1922 · 
1923 · 
1924 · 
1925 · 
1926 · 
1927 · 
1928 · 
1929 · 
1930 · 
1931 · 
1932 · 
1933 · 
1934 · 
1935 · 
1936 · 
1937 · 
1938 · 
1939 · 
1940 · 
1941 · 
1942 · 
1943 · 
1944 · 
1945 · 
1946 · 
1947 · 
1948 · 
1949 · 
1950 · 
1951 · 
1952 · 
1953 · 
1954 · 
1955 · 
1956 · 
1957 · 
1958 · 
1959 · 
1960 · 
1961 · 
1962 · 
1963 · 
1964 · 
1965 · 
1966 · 
1967 · 
1968 · 
1969 · 
1970 · 
1971 · 
1972 · 
1973 · 
1974 · 
1975 · 
1976 · 
1977 · 
1978 · 
1979 · 
1980 · 
1981 · 
1982 · 
1983 · 
1984 · 
1985 · 
1986 · 
1987 · 
1988 · 
1989 · 
1990 · 
1991 · 
1992 · 
1993 · 
1994 · 
1995 · 
1996 · 
1997 · 
1998 · 
1999 · 
2000 · 
2001 · 
2002 · 
2003 · 
2004 · 
2005 · 
2006 · 
2007 · 
2008 · 
2009 · 
2010 · 
2011 ·
2012 · 
2013 ·
2014 ·
2015 ·
2016 ·
2017 ·
2018 ·
2019 ·
2020 · 
2021 · 
2022 · 
2023 · 
2024 · 
2025